# Wymiana ciepła
Wymiana ciepła (nazywana także transportem ciepła lub przekazywaniem ciepła, nieprawidłowo określana "wymianą cieplną") – jeden ze sposobów (obok pracy) przekazywania energii pomiędzy układami termodynamicznymi.
Wymiana ciepła zawsze przebiega z ciała o temperaturze wyższej do ciała o temperaturze niższej, zgodnie z drugą zasadą termodynamiki. Jeżeli rozpatrywany obiekt ma inną temperaturę niż jego otoczenie lub znajdujące się w pobliżu inne ciała, wymiana ciepła odbywać się będzie do momentu osiągnięcia stanu równowagi termicznej. Nie jest możliwe powstrzymanie procesu przekazywania ciepła pomiędzy sąsiadującymi obiektami o różnej temperaturze – można go jedynie spowolnić.
Jednostką ciepła w układzie SI jest dżul (dawniej używaną jednostką była kaloria).

## Mechanizmy wymiany ciepła
Wymiana ciepła zachodzi na jeden z trzech sposobów:
- przewodzenie ciepła polega na przekazywaniu energii przez bezwładny ruch cząsteczek i ich zderzenia,
- konwekcja (unoszenie ciepła) na skutek przemieszczania się masy płynu (cieczy lub gazu):
  - naturalna (swobodna) – samoczynny ruch płynu wskutek różnicy gęstości wynikającej z różnicy temperatury
  - wymuszona – ruch płynu wywołany jest czynnikami zewnętrznymi (pompa, wentylator itp.)
- promieniowanie cieplne polega na przenoszeniu energii przez promieniowanie elektromagnetyczne emitowane w wyniku cieplnego ruchu cząsteczek. Wymiana ciepła przez promieniowanie nie wymaga obecności ośrodka pomiędzy ciałami, między którymi ciepło jest wymieniane, czyli może zachodzić przez próżnię.